# Morgan Creek Entertainment
Morgan Creek Entertainment (dawniej znana jako Morgan Creek Productions) – amerykańska niezależna firma produkcyjna założona w 1988 roku przez Jamesa G. Robinsona i Joe Rotha. Robinson kieruje firmą jako prezes i dyrektor generalny. Jego dwaj synowie, Brian Robinson i David C. Robinson, prowadzą codzienną działalność. Nazwa wytwórni pochodzi od ulubionego filmu Rotha, Cud w Morgan’s Creek.
Wytwórnia wyprodukowała kasowe hity takie jak m.in. Młode strzelby, Nierozłączni, Pierwsza liga, Prawdziwy romans, Ace Ventura: Psi detektyw, Robin Hood: Książę złodziei i Ostatni Mohikanin.
Morgan Creek generalnie wypuszcza swoje filmy za pośrednictwem większych studiów, zachowując prawa autorskie i podejmując autonomiczne decyzje dotyczące praw do domowego wideo i telewizji. Ich początkowa lista filmów od 1988 do 1990 została wydana przez 20th Century Fox, z wyjątkiem filmów Renegaci i Niebieski Cadillac, które zostały wydane przez Universal Pictures i Pierwsza liga, która zostały wydane przez Paramount Pictures. W 1991 roku, poczynając od Robin Hood: Książę złodziei, przenieśli dystrybucję nowych filmów, jak również poprzednich tytułów katalogowych, do Warner Bros., gdzie pozostali do początku 2005 roku. Później tego samego roku, zaczynając od filmu Podwójna gra, wydali swoje nowsze filmy za pośrednictwem Universal, chociaż poprzednie filmy były nadal obsługiwane w Stanach Zjednoczonych przez Warner.
W październiku 2014 roku firma sprzedała prawa do międzynarodowej dystrybucji i prawa autorskie do swoich filmów Revolution Studios za 36,75 miliona dolarów. We wrześniu 2015 roku Morgan Creek rozpoczęło negocjacje w sprawie sprzedaży praw do pozostałych terytoriów, chociaż zamierza zachować prawa do remake'u i telewizji do franczyz, Ace Ventura, Pierwsza liga, Młode strzelby i Egzorcysta.

## Produkcja telewizyjna
| Lata emisji | Tytuł polski              | Tytuł oryginalny           | Oryginalna emisja                       | Emisja w Polsce |
| ----------- | ------------------------- | -------------------------- | --------------------------------------- | --------------- |
| 1995–1997   | Ace Ventura: Psi detektyw | Ace Ventura: Pet Detective | CBS (1995–1997) Nickelodeon (1999–2000) | T               |
| 2016–2017   | Egzorcysta                | The Exorcist               | FOX                                     |                 |